# Lijst van voetbalinterlands Barbados - Suriname (vrouwen)
Deze lijst van voetbalinterlands is een overzicht van alle officiële voetbalinterlands tussen de nationale vrouwenteams van Barbados en Suriname. De landen hebben tot nu toe drie keer tegen elkaar gespeeld.

## Wedstrijden
| № | Plaats     | Datum           | Competitie                                       | Wedstrijd           | Uitslag |
| - | ---------- | --------------- | ------------------------------------------------ | ------------------- | ------- |
| 1 | Leonora    | 23 mei 2018     | Noord-Amerikaans kampioenschap 2018 kwalificatie | Barbados − Suriname | 2 − 1   |
| 2 | Paramaribo | 28 januari 2022 | Vriendschappelijk                                | Suriname − Barbados | 1 − 1   |
| 3 | Paramaribo | 30 januari 2022 | Vriendschappelijk                                | Suriname − Barbados | 0 − 1   |

## Samenvatting
| Competitie                                  | Totaal gespeeld | Winst Barbados | Gelijk | Winst Suriname | Doelsaldo Barbados – Suriname |
| ------------------------------------------- | --------------- | -------------- | ------ | -------------- | ----------------------------- |
| Noord-Amerikaans kampioenschap kwalificatie | 1               | 1              | 0      | 0              | 2 − 1                         |
| Vriendschappelijk                           | 2               | 1              | 1      | 0              | 2 − 1                         |
| Totaal                                      | 3               | 2              | 1      | 0              | 4 − 2                         |